# Hauconcourt
Hauconcourt – miejscowość i gmina we Francji, w regionie Grand Est, w departamencie Mozela.
Według danych na rok 1990 gminę zamieszkiwało 537 osób, a gęstość zaludnienia wynosiła 68 osób/km² (wśród 2335 gmin Lotaryngii Hauconcourt plasuje się na 569. miejscu pod względem liczby ludności, natomiast pod względem powierzchni na miejscu 753.).